# Rifugio Guide Frachey

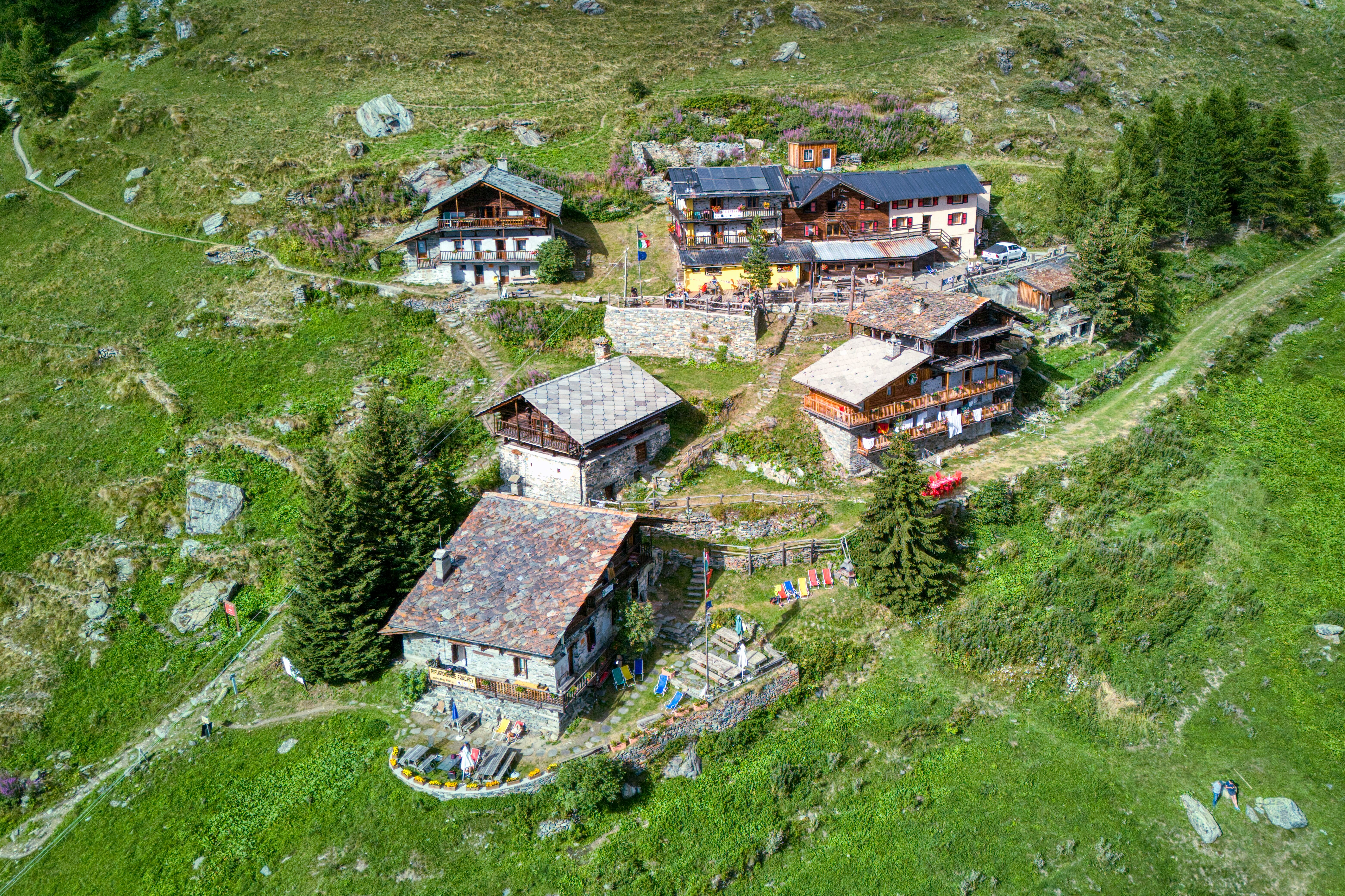
Rifugio Guide Frachey e i suoi dintorni

Il Rifugio Guide Frachey è un rifugio in Valle d'Aosta nelle Alpi Pennine.

## Caratteristiche
Si trova a quota 2060 m s.l.m. nella valle laterale della Val d'Ayas nei pressi del Vallone della Forca nel comune di Ayas.
Il rifugio è aperto da metà giugno a metà settembre e in questo periodo offre posti letto a 40 alpinisti.
Il rifugio si trova sul tour del Monte Rosa.
Viene utilizzato anche come punto tappa dell'Alta via della Valle d'Aosta n. 1.
Nei pressi si trova anche il rifugio Ferraro.

## Storia
Il rifugio fa parte dell'antico borgo di Resy. Resy è un vecchio abitato Walser.

## Accesso
Il rifugio è raggiungibile in 45 minuti da Saint-Jacques, frazione di Ayas. Si seguono le indicazioni per Resy.

## Traversate
- Rifugio Ottorino Mezzalama - 3.036 m
- Rifugio Vieux Crest - 1.935 m
- Rifugio Quintino Sella al Felik - 3.585 m
- Stafal (località di Gressoney-La-Trinité) per il colle Bettaforca

## Ascensioni
Dal rifugio si possono raggiungere le seguenti vette:
- Monte Rosso di Verra - 3.034 m
- Palon di Resy - 2.675 m
- Punta Bettolina - 2.996 m
- Monte Bettaforca (detto anche Bättaforkohopt) - 2.971 m